# Аллу, Бернар
Бернар Аллу (фр. Bernard Allou; род. 19 июня 1975, Кокоди) — ивуарийский и французский футболист, правый атакующий полузащитник и нападающий.

## Биография
Бернар Аллу родился 19 июня 1975 года в пригороде Кокоди ивуарийского города Абиджан.
Занимался футболом во французском ПСЖ. Играл на позиции правого атакующего полузащитника и нападающего. 
В 1997 году побывал на просмотре в английском «Ньюкасле», но не подошёл команде.
Начал профессиональную карьеру в ПСЖ. В первом сезоне-1994/95 провёл 7 матчей в чемпионате Франции, забил 3 мяча, а также завоевал Кубок лиги. В сезоне-1995/96 был игроком, близким к основе, поучаствовав в 19 поединках. В сезоне-1996/97 провёл 12 матчей в чемпионате Франции. Участвовал в ответном поединке Суперкубка УЕФА против итальянского «Ювентуса» (1:3), выйдя на замену на 80-й минуте. В сезоне-1997/98 появился на поле лишь трижды.
В 1998 году перешёл в «Нагоя Грампус Эйт», в составе которого провёл 10 матчей и забил 4 мяча в чемпионате Японии.
В марте 1999 года перебрался в английский «Ноттингем Форест» и провёл в премьер-лиге 2 матча. По итогам сезона лесники вылетели в Первый дивизион, где Аллу в сезоне-1999/2000 сыграл в 4 поединках и забил 1 мяч.
В 2001 году продолжил карьеру в Бельгии. В сезоне-2001/02 провёл 23 матча и забил 5 мячей в чемпионате страны за «Моленбек». В дальнейшем выступал за команды низших лиг — «Вайт Стар Волюве» (2002—2004, 2006—2008) и «Уккел Лео Форестуаз» (2004—2006), где за шесть лет забил более ста мячей.

## Достижения
- Обладатель Кубка  французской лиги (1): 1995